# Eivor Olson

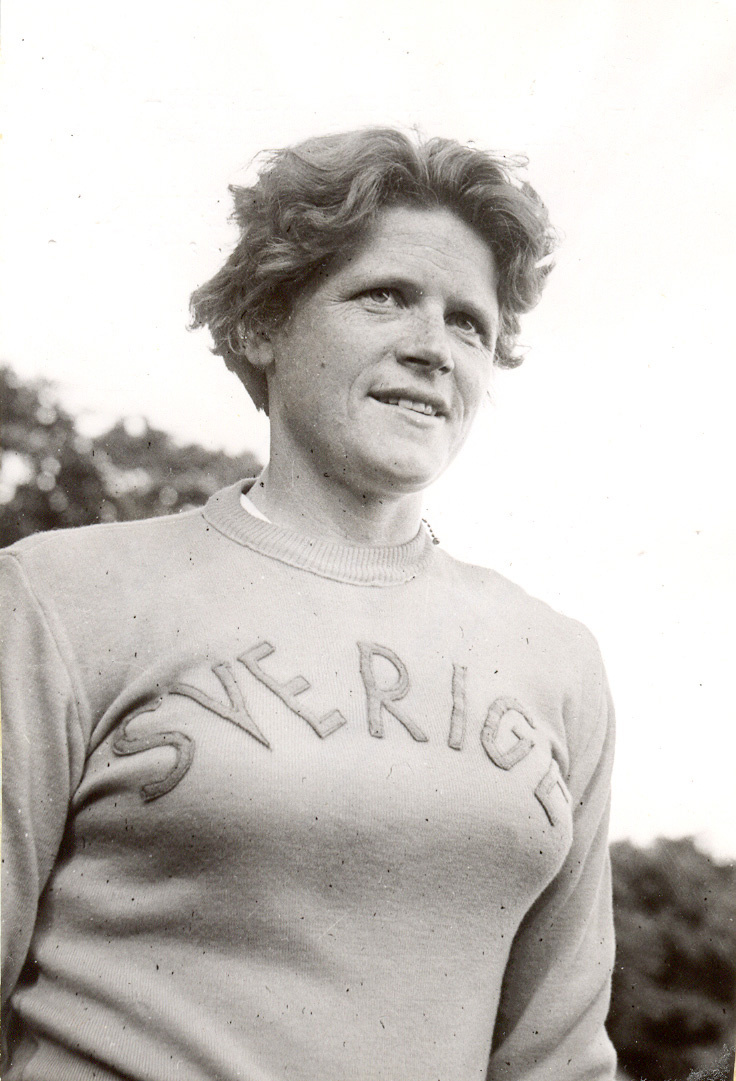
Eivor Olson, ca. 1950

Eivor Olson (Olga Eivor Beatrice Olson, verheiratete Lagman; * 27. September 1922 in Göteborg; † 12. November 2016 ebd.) war eine schwedische Kugelstoßerin und Speerwerferin.
Im Kugelstoßen wurde sie bei den Europameisterschaften 1946 in Oslo Fünfte und bei den Olympischen Spielen 1948 in London Elfte.
1950 kam sie bei den Europameisterschaften in Brüssel im Kugelstoßen auf den elften und im Speerwurf auf den 13. Platz. Bei den Olympischen Spielen 1952 in Helsinki belegte sie im Kugelstoßen den 13. Platz.
Von 1943 bis 1956 wurde sie 14-mal in Folge Schwedische Meisterin im Kugelstoßen. 1944 und 1945 holte sie außerdem den nationalen Titel im Speerwurf. Ihre persönliche Bestleistung im Kugelstoßen von 12,74 m stellte sie am 20. August 1949 in Borås auf.